# Poole Town FC
Poole Town Football Club is een voetbalclub uit de Engelse stad Poole, Dorset. Ze spelen na een degradatie in 2018 in de Southern Football League Premier Division, de zevende klasse van het Engelse voetbal, na twee seizoenen in de National League South te hebben gespeeld. De club werd opgericht in 1880 en werd lid van de Western League Division Two in 1930. De club is aangesloten bij de Dorset County Football Association. In 1957 won de club de Western League. De eerste ronde van de FA Cup werd in de geschiedenis van de club viermaal bereikt en eenmaal wist men zelfs door te stoten naar de derde ronde. Toen verloor men uiteindelijk van Everton op Goodison Park. Poole speelt haar thuiswedstrijden in het Black Gold Stadium. In het seizoen won Poole de dubbel, Pool won zowel de reguliere competitie  en de Dorset Senior Cup. In 2009/10 won Poole tweemaal achter elkaar de titel in de Wessex League en behaalde een ongekende trippel, door in 2011 de Wessex League voor de derde keer op rij te winnen. Promotie naar de Southern League werd behaald nadat het stadion na een verbouwing eindelijk voldeed aan de eisen van de Southern League. In het eerste seizoen werd Poole gelijk tweede in de Southern League en liep het promotie net mis door in de play-off finale te verliezen van Gosport. In het daaropvolgende seizoen werd uiteindelijk toch promotie naar de Premier Division behaald door kampioen te worden. In 2015/16 promoveerde Poole naar de National League South door kampioen te worden van de Southern League Premier Division. In het seizoen 2016/17 was Poole op weg naar het behalen van de play-offs om promotie, na langdurig in de top zeven van de competitie te hebben verbleven. Nadat bekendgemaakt werd dat Poole niet mocht deelnemen aan de play-offs omdat het stadion niet voldeed aan de eisen van de National League, verslechterde het spel. Een heropleving volgde en de vijfde plaats werd behaald. Poole moest zijn play-off ticket echter afstaan.

## Geschiedenis

### Oorsprong
Poole Town kwam tot stand toen twee lokale clubs, Poole Horzels en Poole Rovers, in 1890 fuseerden. Beide teams bestonden al sinds 1880. Poole werd lid van de Dorset League in 1896 en vervolgens van de Hampshire League in 1903. De club boekte enige successen in de Dorset Senior Cup, tot en met 1907 werd vijf keer het kampioenschap behaald.
Na een aantal seizoenen zonder voetbal in verband met de Eerste Wereldoorlog, begon de club weer te spelen in het seizoen 1919/20, dit keer onder de naam Poole & St. Marys. Na een seizoen besloot men echter de naam weer ter veranderen naar Poole FC. In 1923 werd Poole lid van de Western League.
In 1926 won Poole de Dorset Senior Cup opnieuw en werd in dat jaar een professionele club. Het sloot zich aan bij Southern Football League Division East. In het seizoen 1926/27 kende Poole de beste serie in de FA Cup ooit. De derde ronde van het bekertoernooi werd bereikt, waarin Everton op Goodison Park de tegenstander was. Poole verloor met 3-1. In 1927 werd de Dorset Senior Cup opnieuw gewonnen en werd drie seizoenen op rij de eerste ronde van de FA Cup behaald. Poole weer sloot zich in 1930 weer aan bij de Western League en speelde daar, met uitzondering van het seizoen 1934/34 tot 1957.

### Stadion
In 1933 nam Poole zijn intrek in Poole Stadium. De hoofdtribune in het Poole Stadium tussen 1950 en 1954 gebouwd door supporters van de club. In 1994 werd de hondenrenbaan uitgebreid waardoor het voetbalveld in het midden te klein werd. Poole Town werden hierdoor gedwongen tot het vinden van een nieuw onderkomen.

### Tijdperk zonder vaste speelplaats
In 1994 werd Poole Town gedwongen om het Poole Stadium te verlaten om plaats te maken voor hondenraces. In het seizoen 1995/96 deelde Poole het terrein met Hamworthy United. Daar begon een de reeks van 39 verloren wedstrijden op rij, waarmee het record van Stockport County uit 1977 werd geëvenaard. Uit 42 wedstrijden werd slechts één punt behaald. Dit record is in 2010 uiteindelijk verbroken door AFC Aldermaston. Poole Town degradeerde uit de Southern League sloot zich aan bij de Hampshire League Division One. In vanaf dit seizoen deelde het de velden met Holt United.
In 1998 won Poole de Dorset Senior Cup voor de 12e keer. In dat seizoen wonnen ze ook de Hampshire League Cup en eindigden ze op de derde plaats in de competitie. In 1999 werd de League Cup wederom gewonnen en werd de tweede plaats behaald in de competitie. Van promotie was echter geen sprake. In het seizoen 2000/01 kwam de Hampshire League Premier Division tot stand, maar Poole kon hier door gebrek aan deugdelijke faciliteiten niet aan deelnemen. Als gevolg hiervan degradeerde de club waardoor het in de first division actief bleef.

### Tatnam
In oktober 2000 begon Poole te spelen in Tatnam, op de velden van de Oakdale South Road scholengemeenschap. Na verloop van tijd heeft men een permanente omheining rondom het veld aangebracht, bestrating, veldverlichting, dugouts, een klein winkeltje, een kantine en een tribune van £80.000. Door deze investeringen in het speelterrein werd promotie naar de Wessex League First Division toegestaan.
In 2008 diende Poole Town plannen in bij de gemeente voor het bouwen van een nieuw stadion op het Branksome Racreation Ground. Met het plan zou een kostenplaatje van £1.2 miljoen gepaard zijn. Dit nieuwe stadion zou de club in staat stellen om te voldoen aan de strenge eisen van de FA om te mogen promoveren naar de Southern League Premier Division. In december 2009 werden de plannen echter afgekeurd door het stadsbestuur van Poole omdat het nieuwe stadion te veel ruimte zou kosten en er te weinig publiek belang zou zijn bij een nieuw stadion. Hierop ging de club over op plan B en sindsdien heeft men toestemming gekregen voor het ontwikkelen van nieuw stadion in Canford Magna. Het werk aan een nieuw stadion is nog altijd niet begonnen.
In het seizoen 2008/09 won de titel in de Wessex Premier Division  en de Dorset Senior Cup, door Dorchester na verlenging met 2-0 te verslaan. Poole Town was in dat seizoen het tweede beste team van in totaal 1.600 bij de FA aangesloten clubs, op basis van het aantal punten per wedstrijd: 42 wedstrijden bespeeld, 38 gewonnen, 2 gelijk en 2 verloren. Promotie werd in dat jaar echter geweigerd door de slechte staat van het veld.
In het seizoen 2009/10 verkocht Poole Town Charlie Austin aan Swindon Town. In het voorgaande seizoen scoorde 46 doelpunten in 46 wedstrijden en in het seizoen van zijn vertrek had hij in 11 wedstrijden al 18 doelpunten gemaakt. Hij nam afscheid van Poole Town door 5 keer te scoren tegen Moneyfields. Ondanks een verschil in niveau van zes divisies, bleef Austin scoren waardoor hij uiteindelijk contracten bij achtereenvolgens Burnley en Queens Park Rangers afdwong. Het seizoen 2009/10 eindigde voor Poole wederom met het kampioenschap in de Wessex League. Promotie werd wederom ontzegd op basis van de gebrekkige voorzieningen van de club..
Tijdens het seizoen 2010/11 won Poole Town de Wessex League Premier Division voor het derde achtereenvolgende seizoen en bereikte de halve finale van de FA Vase en de vierde voorronde van de FA Cup. In tegenstelling tot voorgaande seizoenen, mocht de club dit seizoen wel promoveren naar de Southern League nadat de FA akkoord was gegaan met een tijdelijke verbetering van de faciliteiten van de club.
Het seizoen 2012/13 leverde de club wederom een promotie op: dit maal als kampioenen van de Southern League Division One South & West naar the Southern League Premier Division. De club voltooide de trippel door daarnaast ook de Dorset Senior Cup en de Southern League Cup te winnen.
In het seizoen 2013/14 miste Poole Town de play-offs om promotie op één punt na, als gevolg van een mindering van drie punten na het opstellen van een niet-speelgerechtigde speler eerder in het seizoen. In het seizoen 2014/15 won Poole Town de Southern League Cup, door Corby Town over twee duels te verslaan. Corby lachte dat seizoen echter als laatst toen Poole Town op de laatste dag van het seizoen het kampioenschap misliep door thuis met 2-3 te verliezen van Corby. Hierdoor werd Corby op doelsaldo kampioen. Het spel werd gadegeslagen door een 2.203 man tellende menigte, een record sinds Poole Town in Tatnam speelt. De wedstrijd werd van tevoren al aangekondigd als "Winner takes all" en door de nederlaag was Poole Town aangewezen op de play-offs. In de halve finale, thuis tegen St Neots Town, werd echter verloren.
In 2013 kreeg het stadion in Tatnam een verbouwing, waarbij de dugouts verplaatst werden tegenover de hoofdtribune. Ook kwam er een nieuw clubhuis, een derde tourniquet, honderd extra zitplaatsen, de kleedkamers werden vergroot, er kwamen meer toiletten en een nieuwe kleedkamer voor de arbitrage. Tot slot kwam er een tribune op de Fleetsbridge End. De totale kosten voor de verbouwing bedroegen meer dan £200.000 en deze werd voltooid in iets meer dan twee maanden. De nieuwe omstandigheden maakten promotie mogelijk naar de National League South, wat in 2016 dan ook echt gebeurt. Twee jaar later degradeert de club weer.

## Stadion
Poole Town speelt haar wedstrijden in The Black Gold Stadium in Tatnam. Ondanks dat er de afgelopen jaren flink geïnvesteerd is in dit stadion, blijft men op zoek naar een nieuwe locatie. Zo wordt er gewezen op een mogelijke terugkeer naar het Pool Stadium, maar officiële berichtgeving hierover ontbreekt.

## Erelijst

### Reguliere competitie
- Southern Premier League:[11]
  - Kampioen (1): 2015-16
  - Tweede plaats (1): 2014-15
- Southern League Division One :[11]
  - Tweede plaats (1): 1961-62
- Southern League Division One South :
  - Tweede plaats (1): 1989-90
- Southern League Division One South & West:[12]
  - Kampioen (1): 2012-13
  - Tweede plaats (1): 2011-12
- Western League :
  - Kampioen (1): 1956-57
  - Tweede plaats (4): 1946-47, 1949-50, 1953-54, 1955-56
- Wessex League Premier Division :
  - Kampioen (3): 2008-09, 2009-10, 2010-11
- Wessex League Division Two:
  - Tweede plaats (1): 2004-05
- Hampshire League Premier Division:
  - Tweede plaats (2): 1998-99, 2000-01
- Hampshire League Division One:
  - Kampioen (1): 1999-00

### Bekertoernooien
- Dorset Senior Cup:[13][14]
  - Kampioen (16): 1894-95, 1896-97, 1898-99, 1901-02, 1903-04, 1906-07, 1925-26, 1926-27, 1937-38, 1946-47, 1974-75, 1988-89, 1997-98, 2008-09, 2012-13, 2013-14
  - Tweede plaats (19): 1890-91, 1892-93, 1895-96, 1897-98, 1899-00, 1900-01, 1910-11, 1927-28, 1932-33, 1936-37, 1948-49, 1950-51, 1961-62, 1987-88, 1992-93, 1993-94, 1994-95, 2003-04, 2005-06
- Western Football League Cup:[15]
  - Kampioen (1): 1954-55
- Wessex League Cup:
  - Tweede plaats (1): 2009-10
- Trophyman Cup:
  - Kampioen (2): 1997-98, 1998-99
- Southern League Champions Cup:
  - Kampioen (1): 2012-13
- Southern League Cup:
  - Kampioen (1): 2014-15

## Records
- Hoogste positie (oud): 16e Southern League Premier Division – 1966-67[16]
- Hoogste positie (nieuw): 5e National League South - 2016-2017
- Laagste league positie: 1e Hampshire League Division One
- FA Cup, beste prestatie : 3e Ronde Juiste – 1926
- FA Trophy, beste prestaties: Eerste Ronde 1969-70, 1970-71, 1974-75, 1987-88
- FA Vase, beste prestaties: Halve finale 2010-11
- Grootste publiek: 6.575 vs Watford in de FA Cup 1e ronde replay – 1963
- Grootste menigte in Tatnam: 2.203 tegen Corby in de laatste wedstrijd van het seizoen (Winner takes All) – 2014-15
- Grootste thuisoverwinning: 10-0 vs Horndean – 2009
- Grootste uitoverwinning: 11-0 vs Horndean – 1998
- Record transfersom (Betaald): Nicky Dent (£5.000) – 1990
- Record transfersom (Ontvangen): Charlie Austin (onbekend - geschat op £180.000) – 2009

## Supporters
Poole Town behoorde tot de zeven beste bezochte teams in de Southern Premier League, met als hoogste aantal 2.203 aanwezige supporters en een gemiddelde van 458 toeschouwers.
De officiële mascotte is Dylan De Dolfijn.